# Rudolf von Borries (Offizier)

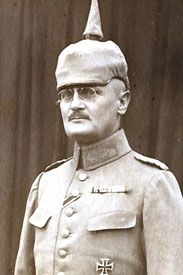
Rudolf von Borries

Rudolf Wilhelm Philipp Albert Christian Konstantin von Borries (* 27. Oktober 1863 in Danzig; † 30. August 1932 in Oberwiesenthal) war ein deutscher Generalmajor der Reichswehr sowie Militärschriftsteller.

## Leben

### Herkunft
Rudolf war der Sohn des preußischen Oberst Hans von Borries (1819–1901) und dessen Ehefrau Marie, geborene von Birckhahn (1838–1899).

### Militärkarriere
Borries trat nach seinem Abitur am 1. Oktober 1882 als Dreijährig-Freiwilliger in das Magdeburgische Füsilier-Regiment Nr. 36 der Preußischen Armee in Halle (Saale) ein. Am 15. Mai 1883 wurde er dort zum Portepeefähnrich ernannt und am 12. Februar 1884 zum Sekondeleutnant befördert. Als solcher war er vom 20. Juli 1887 Bataillonsadjutant und ab dem 1. Oktober 1889 als Adjutant des Bezirkskommandos nach Mühlhausen in Thüringen kommandiert. Vom 1. Oktober 1891 bis zum 21. Juli 1894 besuchte er die Kriegsakademie. Während dieses Zeitraumes wurde er am 29. März 1892 zum überzähligen Premierleutnant befördert und am 25. März 1893 unter der Versetzung zum Oldenburgischen Infanterie-Regiment Nr. 91 in den Etat einrangiert. Nachdem Borries die Kriegsakademie absolviert hatte, kehrte er kurzzeitig in den Truppendienst zurück, um sich dann für einen Aufenthalt in Russland zur Erlernung der russischen Sprache vom 15. November 1894 bis zum 15. Mai 1895 beurlauben zu lassen.
Am 1. April 1895 wurde er für ein Jahr zur Dienstleistung beim Großen Generalstab abkommandiert. Dieses Kommando wurde am 1. April 1896 um ein weiteres Jahr verlängert. Unter der Beförderung zum Hauptmann wurde er am 22. März 1897 dem Generalstab aggregiert und zum Generalstab des XVII. Armee-Korps in Danzig, wo er am 17. April einrangiert wurde, kommandiert. Dort hatte er die Stellung als Zweiter Generalstabsoffizier inne. Unter der Versetzung zum 2. Hanseatischen Infanterie-Regiment Nr. 76 in Hamburg wurde er am 3. Juli 1899 zum Chef der 4. Kompanie ernannt. Hier versah Borries die kommenden beiden Jahre seinen Dienst und wurde dann als Erster Generalstabsoffizier in den Stab der 29. Division nach Freiburg im Breisgau versetzt. Von dort folgte am 11. September 1903 seine Versetzung in den Großen Generalstab und kurz darauf am 18. Oktober 1903 die Beförderung zum Major. Während seiner Tätigkeit im Großen Generalstab war Borries vom 1. Oktober 1904 bis 30. Juli 1906 auch Lehrer an der Militärtechnischen Akademie. Im weiteren Verlauf seiner Militärkarriere verblieb Borries im Stabsdienst. Zunächst als Erster Generalstabsoffizier beim XVI. Armee-Korps, dann wieder im Großen Generalstab, wo er vom 20. April 1910 bis 26. Januar 1911 auch mit der Wahrnehmung der Geschäfte als Abteilungschef beauftragt war und schließlich als Chef des Generalstabs des XVI. Armee-Korps in Metz.
Diese Stellung hatte Borries als Oberst auch bei Ausbruch des Ersten Weltkriegs inne. Im Verband mit der 5. Armee nahm er mit seinem Korps am Vormarsch gegen Frankreich und den Kämpfen im Westen teil. Am 31. März 1915 verließ Borries das in den Argonnen stehende Korps und wurde anschließend zum Chef des Generalstabs der 7. Armee unter Generaloberst Josias von Heeringen ernannt. Er trat dort die Nachfolge von Gerhard Tappen an und wurde am 18. August 1916 zum Generalmajor befördert. Als solcher wurde Borries am 10. Februar 1917 Kommandeur der vor Verdun liegenden 13. Infanterie-Division. Mit ihr kam er Anfang Mai 1917 zur 7. Armee und beteiligte sich an der Schlacht an der Aisne sowie den sich daran anschließenden Kämpfen am Chemin des Dames. Für die Leistungen während dieser Kämpfe wurde Borries auf Vorschlag seines Kommandierenden Generals Hermann von Staabs am 4. August 1917 mit der höchsten preußischen Tapferkeitsauszeichnung, dem Orden Pour le Mérite ausgezeichnet.

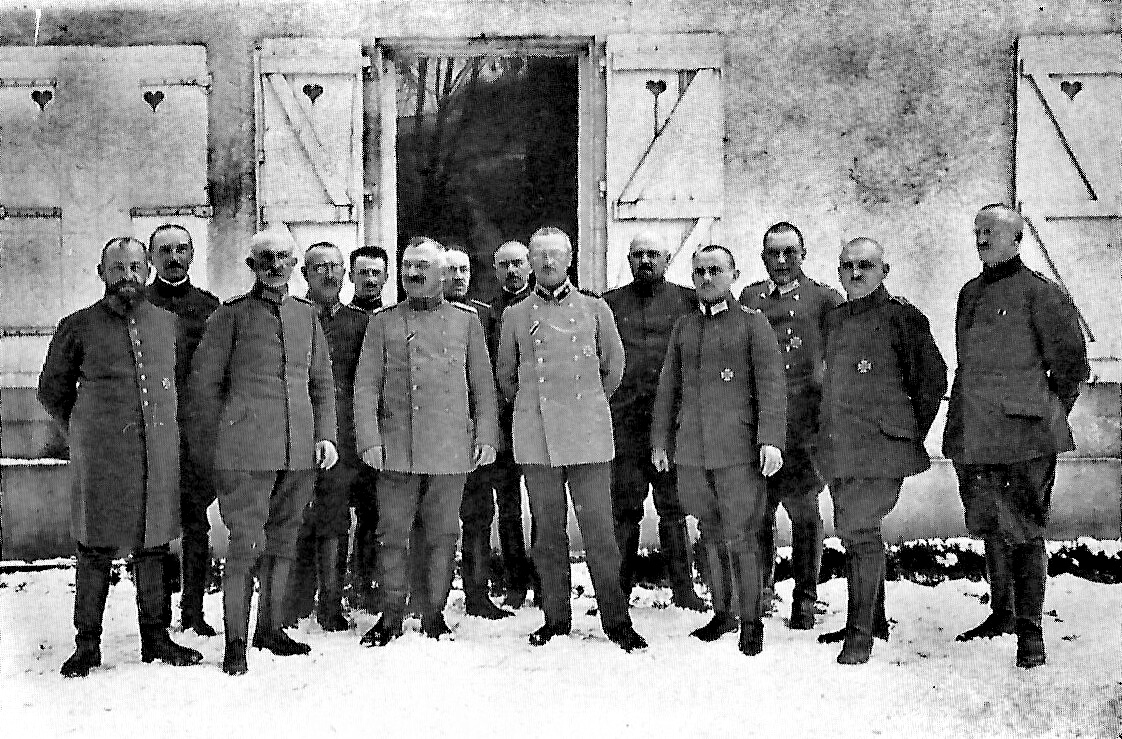
Generalstab der 13. Infanterie-Division (1918), Generalmajor von Borries in der Mitte

Bei einem französischen Angriff erlitt seine Division am 23. Oktober 1917 schwerste Verluste. Durch die Räumung der ihr zugewiesenen Stellungen und Rückzug an die Ailette konnte er jedoch die Reste seines Großverbandes vor der vollständigen Vernichtung bewahren. Sie wurde dann aus der Front gezogen, bis 20. November 1917 aufgefrischt und anschließend in den Stellungskämpfen vor Verdun eingesetzt. Ab Anfang Februar 1918 bereitete sich Borries mit seiner Division auf die am 21. März 1918 beginnende Deutsche Frühjahrsoffensive vor. In deren Verlauf konnte er die feindlichen Stellungen zwischen Gouzeaucourt und Vermand durchbrechen und nach Kämpfen im Sommegebiet die Höhen von Maurepas erobern. Nachdem die Offensive im April steckengeblieben war, ging die Division wieder in den Stellungskrieg über. Am 26. September 1918 wurde Borries dann von seinem Posten abgelöst und zum Kommandeur der südlich von Metz liegenden 48. Landwehr-Division ernannt, die er bis zum Waffenstillstand während der Stellungskämpfe in Lothringen befehligte.
Nach Rückführung in die Heimat und der dortigen Demobilisierung beteiligte sich Borries als Kommandeur der 105. Infanterie-Division an dem gegen Polen gerichteten Grenzschutz in Westpreußen. Er wurde dann in die Vorläufige Reichswehr übernommen, war nacheinander Kommandeur der Reichswehr-Brigaden 34 und 4 sowie schließlich der Reichswehr-Brigade 6 in Liegnitz. Am 28. Mai 1920 wurde Borries aus dem aktiven Dienst verabschiedet.
Als Mitglied der historischen Kommission des Reichsarchivs und Leiter des Militärwissenschaftlichen Instituts widmete sich Borries bis zu seinem Tod militär- und kriegswissenschaftlichen Studien und Veröffentlichungen.

### Auszeichnungen
- Roter Adlerorden III. Klasse mit der Schleife[2]
- Kronenorden III. Klasse[2]
- Preußisches Dienstauszeichnungskreuz[2]
- Komtur II. Klasse des Ordens vom Zähringer Löwen[2]
- Bayerischer Militärverdienstorden IV. Klasse mit der Krone[2]
- Sankt-Stanislaus-Orden II. Klasse[2]

### Familie
Borries verheiratete sich am 15. September 1920 in Potsdam mit Elise Sophie von Oppen, verwitwete Gräfin von Borries (1875–1949). Die Ehe blieb kinderlos.